# کریستوفر بوهم
کریستوفر بوهم (انگلیسی: Christopher Boehm; ۱ ژانویهٔ ۱۹۳۱ – ۲۳ نوامبر ۲۰۲۱)، انسان‌شناس اهل ایالات متحده آمریکا بود. یک انسان‌شناسی فرهنگی با فوق تخصص در زمینه نخستی‌شناسی بود که دربارهٔ حل اختلاف، نوع‌دوستی، فرگشت اخلاق، و دشمنی و جنگ تحقیق می‌کرد. او همچنین مدیر مرکز تحقیقاتی جین گودال در دانشگاه کالیفرنیای جنوبی بود که یک پایگاه‌داده تعاملی چند رسانه‌ای است که بر رفتار اجتماعی و اخلاقی‌های شکارچی جهان تمرکز دارد. بوهم در ۲۳ نوامبر سال ۲۰۲۱ در سن ۹۰ سالگی درگذشت.
وی همچنین برندهٔ جوایزی همچون کمک‌هزینه گوگنهایم شده‌است.